# Посвистач
Посви́стач (пол. Pochwiściel), або По́хвист (пол. Pochwist) — слов'янський дух та можливий руський (давньоукраїнський) бог вітрів та погоди, згаданий у думі, що була опублікована етнографом Олександром Шишацьким-Іллічем. Також згадується польськими істориками Мартином Бельським та Матвієм Меховським. Його уособленням вважалися вихори.

## Опис
Похвист мав лютий вигляд, скуйовджене волосся і бороду, крилате розкрите одіяння. Жив він десь на вершинах високих і далеких гір.
З його бороди лили проливні дощі, з вуст виходили тумани. Варто було Похвисту труснути волоссям, як на землю валив великий град.
Замість плаща тягнулися за ним вітри, а з поли його одягу валив пластівцями сніг. Нестримно носячись по небесах, супроводжуваний свитою бур і ураганів, він поширював навкруги шум і свист, і ніщо не могло встояти перед його нестримністю і натиском.